# Handwerken
Onder handwerken verstaat men het zonder machines produceren of herstellen van kleding, huishoudtextiel en siervoorwerpen van textiel. Vroeger werd deze kunst bedreven ten behoeve van het eindproduct en kregen meisjes les in nuttige handwerken op de lagere school, tegenwoordig als hobby.
Er zijn verschillende soorten handwerktechnieken.

## Alfabetisch overzicht
- Appliqué
- Batikken
- Borduren
- Breien
- Fijnscheenwerk
- Frivolité
- Getrokken werk
- Haken en filet haken
- Ikat
- Kantklossen
- Knopen
- Kunstnaaldwerk
- Macramé
- Naaien

- Naaldbinden
- Patchwork
- Punniken
- Quilten
- Spinnen
- Sprang
- Vlecht
- Weven

## Bekende handwerkers
- Nanette Kalenbach-Schröter
- Elisabetha Josepha Weissenbach